# Emerik Gašić
Emerik Gašić (Komletinci, 10. siječnja 1904. – Komletinci, 18. na 19. svibnja 1947.), hrv. svećenik, erudit, poliglot, pisac i povjesničar. Pripadnik antifašističkog pokreta u Hrvatskoj. Gašić je bio kratka, ali impresivna životnog puta. 
Župnik je u rodnim Komletincima po vlastitom zahtjevu, i to od 1938. do mučeničke smrti. U II. svjetskom ratu pomaže puku bez obzira na nacionalnost. Sumnjiv svim vlastima. Jedva preživljava četnički nož 1944., i to nadošlom baš iz područja nedalekih Srijemskih Laza iz kojeg je spašavao i puno pomagao pravoslavnom puku u ratnim vremenima. Nakon 1945. ne miri se s takvim stanjem i ne libi se javno upozoravati na besmislene zločine u župi i okolici. Posebni Udbin eskadron smrti stiže iz Vinkovaca u Komletince te ga muči i bez suda likvidira u noći 18. na 19. svibnja 1947. 